# Ośrodek Zapasowy 24 Dywizji Piechoty
Ośrodek Zapasowy 24 Dywizji Piechoty (OZ 24 DP) – oddział piechoty Wojska Polskiego, nie istniejący w czasie pokoju.

## Formowanie i organizacja
Ośrodek Zapasowy 24 Dywizji Piechoty nie istniał w organizacji pokojowej Wojska Polskiego. Był Jednostką mobilizowaną zgodnie z planem mobilizacyjnym „W”, w II rzucie mobilizacji powszechnej. Jednostką mobilizującą Ośrodek Zapasowy 24 Dywizji Piechoty był 38 pułk piechoty. Ośrodek miał być formowany według organizacji wojennej L.3010/mob.org., ukompletowany zgodnie z zestawieniem specjalności oraz uzbrojony i wyposażony zgodnie z wojennymi należnościami materiałowymi. W skład ośrodka zapasowego ramowo wchodziło:
- dowództwo ośrodka zapasowego,
- kompania gospodarcza ośrodka zapasowego,
- kompania podchorążych rezerwy ośrodka zapasowego,
- trzy bataliony ośrodka zapasowego po trzy kompanie strzeleckie i jednej kompanii ckm,
- pluton przeciwpancerny ośrodka zapasowego,
- pluton pionierów ośrodka zapasowego,
- pluton łączności ośrodka zapasowego,
- pluton zwiadowców ośrodka zapasowego[3].

Po zmobilizowaniu wszystkich jednostek przewidzianych planem "W" w ramach mobilizacji alarmowej i powszechnej, w koszarach 38 pp w Przemyślu pozostała nadwyżka rezerwistów. Dodatkowo do Ośrodka docierali rezerwiści z innych pułków 24 DP i gromadzili się z rezerwiści powołani bezpośrednio do OZ 24 DP z mobilizacji powszechnej. Wykorzystano na potrzeby ośrodka również koszary 5 pułku strzelców podhalańskich.
Po sformowaniu w Rzeszowie batalionu marszowego 17 pułku piechoty, zebrano duży liczący ponad 2000 żołnierzy, Oddział Zbierania Nadwyżek 17 pp. Jego dowódcą został kpt. Józef Zwierzyński. Wykonując rozkaz ewakuacji OZN 17 pp do Przemyśla, kpt. Zwierzyński podzielił oddział na dwie grupy. Z I grupą wyszedł 7 września z Rzeszowa przez Łańcut, Kańczugę, Pruchnik w kierunku Przemyśla. Pod Rokietnicą grupa kpt. Zwierzyńskiego została zaatakowana przez grupę bojową 4 Dywizji Lekkiej jadącej w kierunku Sanu, celem uchwycenia przepraw. Kpt. Zwierzyński z częścią prowadzonej grupy dostał się do niewoli. Część rozproszonych w potyczce żołnierzy doszła do Przemyśla. Na miejscu nie zastano już OZ 24 DP, podjęto marsz w ślad za Ośrodkiem do Sambora. Następnie grupa ta skierowała się na Rudki i Sądową Wisznię. Rano 12 września pozostałość grupy została rozbita 5 km za Jaworowem. II grupa pod dowództwem kpt. Feliksa Boluka wymaszerowała z Rzeszowa  po trasie Tyczyn, Dylągówka, Dynów, Babice. Grupa ta dotarła do Przemyśla i weszła w skład OZ 24 DP. 
4 września do Przemyśla z Jarosławia skierowano batalion marszowy 39 pułku piechoty pod dowództwem mjr. Henryka Dyducha, został zakwaterowany w koszarach 5 pspodh. Podporządkowany został dowódcy OZ 24 DP, uzupełniony został rezerwistami napływającymi do Ośrodka, do stanu liniowego batalionu piechoty, został dozbrojony i doposażony. Oddział Zbierania Nadwyżek I batalionu 39 pp w Lubaczowie był dowodzony przez kpt. Franciszka Wylegałę. Po zmobilizowaniu przewidzianych tabelami mobilizacyjnymi pododdziałów wymaszerował w nocy 4/5 września do Przemyśla, gdzie dotarł o godz. 5.00. Od 6 września został zakwaterowany w koszarach 5 pspodh. Kpt. Wylegała  rozkazem dowódcy OZ 24 DP otrzymał rozkaz sformowania ze swojego oddziału i napływających rezerwistów, bojowego batalionu piechoty. 8 września batalion osiągnął stan ponad 1200 żołnierzy. OZN 39 pp z Jarosławia dowodzony przez kpt. Jakuba Szutta wyruszył z Jarosławia wieczorem 5 września i dotarł rano 6 września do Przemyśla. Zakwaterowany został w koszarach 5 pspodh. Podobnie kpt. Szutt rozkazem dowódcy OZ 24 DP  sformował bojowy batalion piechoty z przyprowadzonych nadwyżek i zgłaszających się rezerwistów. W dniu 8 września wszystkie trzy bataliony osiągnęły zwartość organizacyjną, były mundurowane, doposażone i dozbrajane. 9 września z koszar w Jarosławiu wyruszyła ostatnia grupa OZN 39 pp pod dowództwem kpt. Franciszka Jachnika. Trasa marszu wiodła przez Radymno, Krakowiec, Janów, 11 września osiągnięto rejon Żółkwi. W Żółkwi wydzielono jedną kompanię uzbrojoną w sile 1 oficera 120 szeregowych, do obrony miasta. Pozostała część oddziału kpt. Jachnika dotarła przez Rohatyn i Stanisławów do Radymna, gdzie dołączyła 15 września do OZ 24 DP.
Oddziałem Zbierania Nadwyżek 38 pp w koszarach w Przemyślu dowodził kpt. Tadeusz Bieńkowski. Uzupełnił stan osobowy batalionu marszowego 38 pp, a większość utworzyła zręb Ośrodka Zapasowego 24 DP. 
Ze względu na zagrożenie zagonem niemieckiego XXII Korpusu Armijnego, tyłów południowego zgrupowania WP. Między innymi Przemyśla, zorganizowano decyzją gen. bryg. Wacława Wieczorkiewicza w obszarze etapowym Armii „Karpaty”, Zgrupowanie Obrony Przemyśla pod dowództwem zastępcy dowódcy Okręgu Korpusu nr X gen. bryg. Jana Chmurowicza. W skład zgrupowania weszły między innymi sformowana do 8 września część bojowa Ośrodka Zapasowego 24 Dywizji Piechoty. Dowodził nim zastępca dowódcy OZ 24 DP ppłk Jan Matuszek. Do Zgrupowania Obrony Przemyśla przekazano:  
- I batalion OZ 24 DP - kpt. Franciszka Wylegały,
- II batalion OZ 24 DP (wzmocniony batalion marszowy 39 pp) - mjr. Henryka Dyducha,
- III batalion OZ 24 DP - kpt. Jakuba Szutta
- kompanię łączności OZ 24 DP - ppor. Stanisława Jurka,
- kompanię pionierów OZ 24 DP - por. Szczepana Zimmera,

dodatkowo włączono pod dowództwo ppłk. Jana Matuszka batalion marszowy 38 pp (wzmocniony) - kpt. Romana Homana.  
9 września OZ 24 DP pod dowództwem ppłk. Stanisława Tworzydły ewakuował się z Przemyśla na wschód. Ośrodek maszerował po trasie: Sambor -11 września, Drohobycz -12 września, Kałusz - 13 września, osiągając wieczorem 13 września lasy w rejonie Wistowej. Po marszu do Stanisławowa, noc 14/15 września Ośrodek kwaterował w koszarach 6 pułku ułanów. W Stanisławowie z najlepiej wyposażonych i uzbrojonych żołnierzy, po plutonie z każdego z trzech pułków sformowano kompanię strzelecką, jak garnizon bezpieczeństwa Stanisławowa. 15 września OZ 24 DP wymaszerował przez Nadwórną do Delatyna. Do 17 września Ośrodek kwaterował w rejonie Osławy Czarne, Osławy Białe, Potok Czarny. 17 września poprzez Jabłonków, Kosów Huculski odmaszerował do Kut, gdzie dotarł nocą 18/19 września. W Kutach mjr dypl. Henryk Piątkowski - komendant garnizonu, włączył kilkudziesięciu uzbrojonych żołnierzy z OZ 24 DP, do formowanego batalionu kpt. Antoniego Inasińskiego stanowiącego obsadę Kut. 19 września ok. godz. 9.00 OZ 24 DP przekroczył w Kutach granicę polsko-rumuńską i został internowany.  

## Działania bojowe improwizowanego pułku OZ 24 DP
8 września 1939 improwizowany pułk OZ 24 DP ppłk. Jana Matuszka wszedł w skład Zgrupowania Obrony Przemyśla gen. Jana Chmurowicza. Ppłk Jan Matuszek został zastępca dowódcy zgrupowania. W godzinach popołudniowych i w nocy 8/9 września bataliony pułku OZ 24 DP zajęły stanowiska obronne na pozycjach:
- na pozycji wysuniętej na północnym brzegu Sanu, na odcinku od zakola Sanu pod Ostrowem przez Lipownicę i Winną Górę do zakola Sanu pod Buszkowicami;

- I batalion pułku OZ 24 DP kpt. Franciszka Wylegały w rejonie Ostrowa,
- batalion marszowy 38 pp kpt. Romana Homana w rejonie Lipownicy,
- II batalion pułku OZ 24 DP (bez 6 kompanii) mjr. Henryka Dyducha w rejonie Winnej Góry,
- 6 kompania strzelecka II batalionu - por. Leszka Winiarskiego w odwodzie, w rejonie boiska Sokoła przy ul. 3-go Maja.
- na pozycji głównej na południowym brzegu Sanu;

- III batalion pułku OZ 24 DP (bez 7 kompanii) kpt. Jakuba Szutta na odcinku most kolejowy na Sanie - Góra Zamkowa,
- 7 kompania strzelecka III batalionu - por. Tadeusza Sajdłowskiego jako ubezpieczenie przyczółka mostu drogowego na Sanie na jego północnym brzegu.
I batalion pułku OZ 24 DP rozmieścił się w obronie 1 kompanię strzelecką na głównej drodze do Dynowa, na prawym skrzydle 2 kompanię strzelecką, która miała łączność z batalionem marszowym 38 pp. 3 kompania strzelecka w odwodzie. Przy moście drogowym i kolejowym batalion wspierała ze stanowisk na wprost 1 bateria 50 dywizjonu artylerii lekkiej (bez plutonu). 
II batalion pułku OZ 24 DP zajmował obronę 4 kompanią strzelecką okrakiem na drodze Przemyśl-Radymno w rejonie miejscowości Budy Wielkie, 5 kompania strzelecka na odcinku Osada Oficerska-Winna Góra-rzeka San. 
Kompania pionierów wraz z innymi pododdziałami saperskimi wykonywała zasieki i zapory przeciwczołgowe na drogach dojazdowych do Przemyśla oraz brała udział w budowie barykady na moście kolejowym na Sanie.
Kompania łączności wykonywała wszystkie połączenia telefoniczne pomiędzy dowództwem obrony Przemyśla, a pododdziałami znajdującymi się na odcinkach obronnych. 
Na tych stanowiskach oddziały przebywały do nocy 13/14 września. Następnie zgodnie z rozkazem dowódcy Frontu Południowego gen. broni Kazimierza Sosnkowskiego dokonano reorganizacji obrony Przemyśla. I batalion pułku OZ 24 DP zgodnie z rozkazem ppłk. Jana Matuszka opuścił stanowiska pod Ostrowem i wycofał się w nocy przez most drogowy na Sanie na jego południowy brzeg. 7 kompania strzelecka III batalionu opuściła północny przyczółek mostu na Sanie. Miejsce na ich odcinkach obsadziły oddziały 11 Karpackiej Dywizji Piechoty. O świcie 14 września batalion I zajął nowe pozycje na południowo-zachodnich i południowych krańcach Przemyśla, na odcinku szosa do Dobromila- Zniesienie- Podzamcze-szosa do Krasiczyna. Z 1 kompanią na prawym skrzydle, 2 kompanią na lewym skrzydle i 3 kompanią w odwodzie. Batalion III został przesunięty na południowy i południowo-wschodni skraj Przemyśla zajmując odcinek od ul. Mickiewicza przy koszarach 22 pułku artylerii lekkiej, do szosy do Dobromila przy cmentarzu żydowskim. Kompanie były ugrupowane z 8 kompanią w centrum, 7 kompanią na prawym skrzydle, a 9 kompania na lewym skrzydle batalionu. Ok. godz. 7.00 14 września na przedpola Przemyśla podeszły oddziały niemieckich 7 i 44 Dywizji Piechoty z zachodu i północy. Podchodzące oddziały niemieckie zostały ostrzelane przez artylerię i broń maszynową obrońców.        
Rozkazem ppłk Matuszka oddziały polskie zostały wycofane na południowy brzeg Sanu. W związku z tym batalion II przeszedł na nowe pozycje na przedmieściu Wilcze, wzdłuż szańców Wilcza do koszar 22 pal. Mając 5 kompanię na prawym skrzydle, 4 kompanię na lewym w zabudowaniach rzeźni miejskiej, a 6 kompania w odwodzie w Forcie XX Przekopana. Batalion marszowy 38 pp został wycofany do odwodu Zgrupowania gen. Chmurowicza. Z batalionu zbiegł jego dowódca kpt. Homan, który okazał się niemieckim szpiegiem. 14 września ok. godz.11.00 niemiecki batalion III/62 pp 7 DP przekroczył San pod Ostrowem i zaatakował pozycje bronione przez I batalion pod Zaniesieniem i Podzamczem natarcie niemieckie zostało zatrzymane głównie dzięki celnemu ostrzałowi ckm i moździerzy 1 kompanii ckm oraz ostrzałowi na wprost 1 baterii 50 dal kpt. Włodzimierza Dośli. Pozycje I batalionu były ostrzeliwane przez artylerię niemiecką. O godz. 15.00 piechota niemiecka podjęła kolejne natarcie na stanowiska I batalionu, w trakcie walk kpt. Franciszek Wylegała poderwał do przeciwnatarcia 1 i 2 kompanię strzelecką. W wyniku czego niemiecki batalion wycofał się, a 1 i 2 kompanie podjęły za nim pościg odrzucając go na pozycje wyjściowe. W trakcie kontrataku ciężko ranny został kpt. Franciszek Wylegała.  Na odcinku I batalionu nieprzyjaciel nie podejmował już żadnych działań ofensywnych. Batalion poniósł duże starty mając 68 poległych i 97 rannych żołnierzy. W południe na odcinku II batalionu, sforsował San w rejonie Buszkowic batalion I/62 pp niemieckiej 7 DP i uderzył na stanowiska 5 kompanii strzeleckiej. Niemiecki atak zatrzymany został w celnym ogniu 2 kompanii ckm, przygotowano kontratak 6 kompanii strzeleckiej, ale niemiecka piechota opuściła przyczółek i wycofała się na pozycje wyjściowe. Na odcinku III batalionu niemiecka artyleria ostrzelała stanowiska batalionu. Następnie na skrzydłową 7 kompanię strzelecką wyszło natarcie części niemieckiego III/62 pp, które 7 kompania wspólnie z kompaniami I batalionu odparła. 7 kompania przeszła do kontrataku na niemiecki batalion. Kompania 7 poniosła ciężkie straty w zabitych i rannych. W trakcie walk 14 września batalion utracił 54 poległych i kilkudziesięciu rannych żołnierzy. Na rozkaz dowództwa ok. godz. 20.00, osłabione bataliony pułku OZ 24 DP, oderwały się od nieprzyjaciela i w nocy opuściły Przemyśl wycofując się na Siedliska. Pułk wykonał intensywny marsz pod dowództwem mjr. Henryka Dyducha przez Szechynie, Mościska, Twierdzę. W trakcie marszu z szeregów ubyło wielu żołnierzy. 15 września pułk dołączył w rejonie Chorośnicy do 24 DP. Pozostałość batalionów została włączona w skład 39 pp.       

## Obsada dowódcza OZ 24 DP
Dowództwo Ośrodka Zapasowego 24 DP
- dowódca - ppłk Stanisław Tworzydło
- zastępca dowódcy - ppłk Jan Matuszek
- kapelan - ks. kap. Józef Kopeć

Dowództwo improwizowanego pułku OZ 24 DP
- dowódca pułku - ppłk Jan Matuszek
- adiutant - NN
- dowódca kompanii łączności - st. sierż. Stanisław Franaszek (do 9 IX), ppor. rez. Stanisław Jurek[15]
- dowódca kompanii pionierów - por. rez. dr Szczepan Karol Zimmer[15]
- dowódca I batalionu - kpt. Franciszek Wylegała (do 14 IX 1939), por. rez. Józef Przybylski[16]
- dowódca 1 kompanii strzeleckiej - por. rez. Józef Przybylski
- dowódca 2 kompanii strzeleckiej - ppor. Jerzy Górkiewicz
- dowódca 3 kompanii strzeleckiej - ppor. Szczepański
- dowódca 1 kompanii ckm - ppor. Marian Stanisław Kadlec
- dowódca II batalionu - mjr Henryk Dyduch
- dowódca 4 kompanii strzeleckiej - ppor. Piotr Kurek
- dowódca 5 kompanii strzeleckiej - kpt. Marian Ostrowski
- dowódca 6 kompanii strzeleckiej - por. rez. Leszek Winiarski
- dowódca 2 kompanii ckm - por. rez. Józef Kupka
- dowódca III batalionu - kpt. Jakub Szutt
- adiutant batalionu - ppor. Kazimierz Radwański
- dowódca 7 kompanii strzeleckiej - por. rez. Tomasz Sajdłowski
- dowódca 8 kompanii strzeleckiej - por. Józef Kuś
- dowódca 9 kompanii strzeleckiej - por. rez. Bolesław Kazimierz Osierda
- dowódca 3 kompanii ckm - por. rez. Stanisław Ignacy Kamiński